# Pierre Lingelser
Pierre Lingelser (* 1960 im Elsass) ist ein deutsch-französischer Konditor, Pâtissier und Fachbuchautor.

## Leben
Nach dem Gymnasium absolvierte er von 1977 bis 1979 eine Lehre als Konditor in der Konditorei Belle Chocolatière in Straßburg-Brückel. Nach Abschluss als „bester Lehrling des Elsasses“ sammelte er Erfahrungen in der Hotelpatisserie sowie in Konditoreien im Elsass, in der Schweiz und in Deutschland. 1985 erhielt er den Meisterbrief. 1992 wechselte er schließlich als Chef Patissier in die Schwarzwaldstube des Hotel Traube in Baiersbronn-Tonbach unter der Führung von Harald Wohlfahrt.
Pierre Lingelser heiratete 1983 und hat einen Sohn.

## Auszeichnungen
- 1981 und 1986 Goldmedaille beim Salon Gastronomique in Straßburg in der Kategorie Zuckerschaustück
- Patissier des Jahres 2004, Gault Millau
- Patissier des Jahres 2009, Schlemmer Atlas[1]
- 2008 von Valrhona erstmals ausgetragenen Wettbewerb Cercle des Chefs - C3[2]

## Publikationen
- Feine Desserts aus unserer Küche. Augustus, München 2000, ISBN 3-8043-6018-1.
- Meine Patisserie: Die süßen Geheimnisse der Traube Tonbach. Umschau, Neustadt an der Weinstraße 2007, ISBN 3-86528-291-1.